# ليون دونوهيو
ليون دونوهيو (بالإنجليزية: Leon Donohue)‏ هو لاعب كرة قدم أمريكية أمريكي، ولد في 25 مارس 1939 في ستار سيتي في الولايات المتحدة، وتوفي في 11 أغسطس 2016 في ردينغ في الولايات المتحدة.

## وصلات خارجية
- ليون دونوهيو على موقع مرجع كرة القدم المحترفة.كوم (الإنجليزية)